# Bouiche
Bouiche é uma cidade e comuna localizada na província de Bouira, Argélia.